# Baloži
Baloži és un poble de Letònia situada al municipi de Ķekava. Es troba a 12 km al sud de la capital Riga.

## Història
La fundació de la població es remunta al final de la Segona Guerra Mundial. El 1947 es crea la fàbrica de turba Baloži prop de la qual es van instal·lar colònies d'obrers que van anar creixent fins a conformar l'actual ciutat.
Malgrat protestes públiques del 2009 la ciutat es va convertir en part del municipi de Ķekava a causa de noves reformes administratives.